# Widowuto

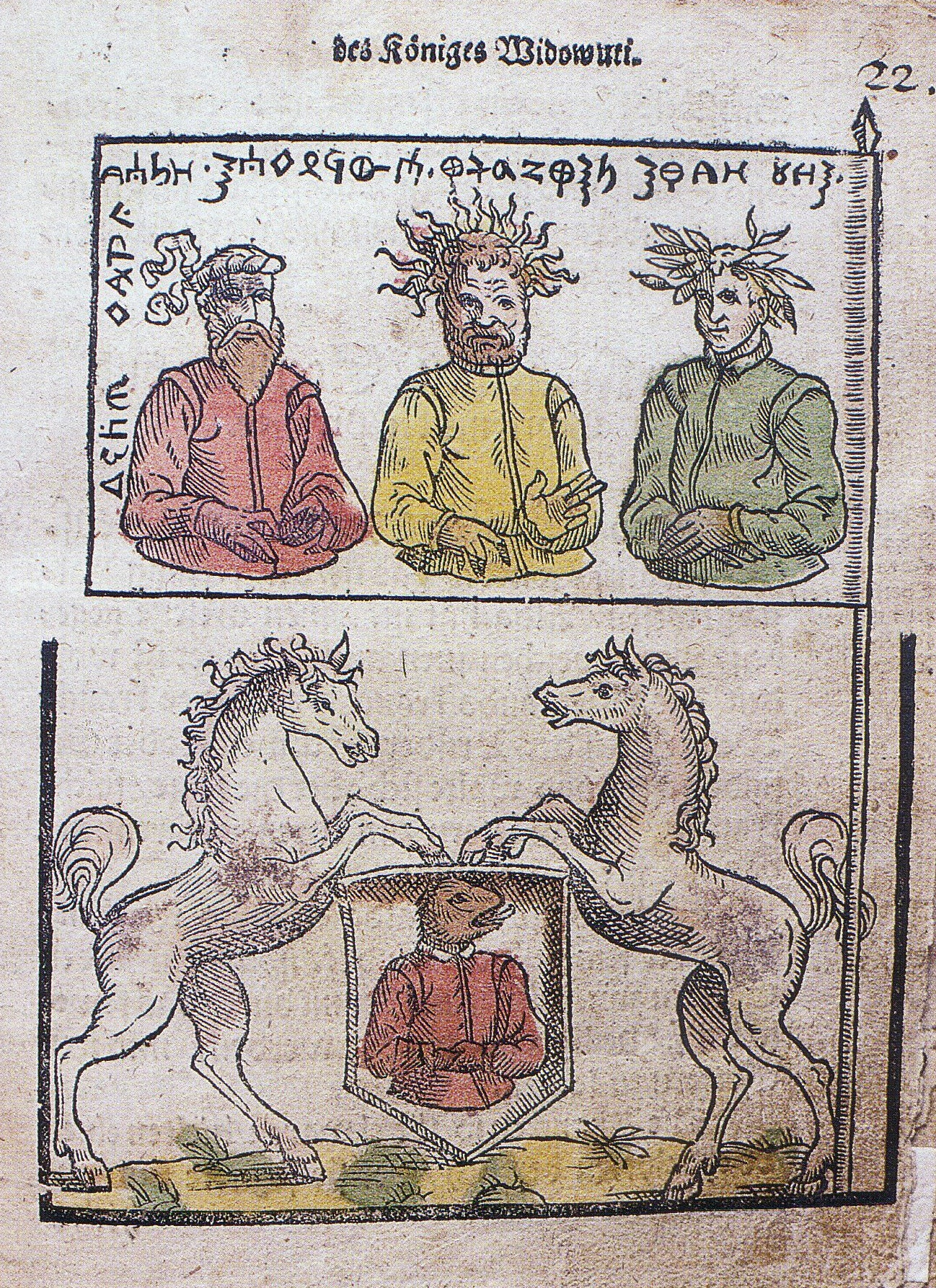
Banner und Wappen des Widowuto nach Simon Grunau. Das Wappen mit Tieren als Schildhalter ist typisch für das 16. Jh., aber anachronistisch in Bezug auf die Zeit um 550, als Widowuto gelebt haben soll.

Widowuto (Waidewut) war nach Simon Grunau der erste König der Prußen, der jeglicher historischer Grundlage entbehrt und eine Erfindung der humanistischen Geschichtsspekulation des 16. Jahrhunderts über die „Herkommen“ (origo gentis) diverser Völker entstammt. Zudem beruht die Sage auf keiner einheimischen Tradition.

## Geschichte
Als Erfinder von Widowuto gilt Erasmus Stella (1460–1521), der bekannt ist für seine zahlreichen Eponymen, die er aus lateinischen und pseudolateinischen Namen ersann und die er zum Teil mittels Fälschungen zu beweisen suchte.
Erasmus Stella schrieb in seinem Werk De Borussiae antiquitatibus, dass die Borussii (= Prußen) aus dem Rhipäischen Gebirge nach Sambia (dem Samland) eingewandert seien. Zur Zeit von Kaiser  Valentinian seien sie von den Alanen angegriffen worden. Schließlich sei der Alane Vidvutus von den Borussiern zu ihrem König gewählt worden, der dem bis anhin unzivilisierten Volk Gesetz und Religion gegeben habe.
Den Namen Vidvutus ersann Stella vermutlich aus dem Namen des von Jordanes genannten germanischen Volkes der Vidivarii, das an der Weichselmündung wohnte.
Die Geschichte nahm ein anonymer Autor auf, der im frühen 16. Jahrhundert ein verloren gegangenes Geschichtswerk verfasste, das in der Fachliteratur Pseudo-Christian, Olivaer Chronik oder Elbinger Mönchschronik genannt wird und das in diversen Geschichtswerken greifbar wird, darunter auch bei Simon Grunau.
In diesem Pseudo-Christian wurde der Alane Vidvutus zu einem gotisch-cimbrischen Führer aus Skandinavien (Scandia) gemacht, der zusammen mit seinem Bruder Bruteno anno 550 an die Weichsel kam und zum König gewählt wurde und dem unzivilisierten Volk Gesetze gab. Sein Bruder Bruteno gab ihnen dagegen eine Religion und wurde zum Kirwaiden (Oberpriester) gewählt. Nach ihm habe dann das Volk den Namen Bruteni (= Prußen) angenommen. Die Erfindung des Heros eponymos Bruteno war eine weit verbreitete Vorgehensweise der damaligen gelehrten humanistischen Geschichtsschreibung.

## Widowuto bei Simon Grunau
Simon Grunau benutzte kritiklos diese älteren Werke und schmückte sie zudem phantasiereich aus. Nach Grunau seien die Goten, von Narses aus Italien vertrieben, nach Deutschland gezogen und hätten die Stadt Göttingen gegründet. Dann zogen sie gegen den Dänenkönig, der ihnen die Insel Cimbria gab, die seither Gotland hiesse. Widowuto und sein Bruder Bruteno seien mit cimbrischen Goten an die Weichsel gezogen und hätten den dortigen unzivilisierten Bewohnern Gesetz und Religion gegeben. Im Jahre 521 hätten die Bruteni den Widowuto zum König und Bruteno zum Crywo Cyrwaito gewählt. Bruteno habe dann das Eichenheiligtum Rickoyto gegründet. Im Jahre 573, Widowuto war damals 115, Bruteno 132 Jahre alt, sei das Land unter Widowutos zwölf Söhne aufgeteilt worden, wobei ihre Namen zum jeweiligen Landesnamen wurden. Darauf hätten sich die beiden Brüder auf dem Feuerstoß selbst geopfert, worauf beide vergöttert wurden. Bruteno sei als Gott Wurschayto (ev. „Ältester“,  zu. apr. urs „alt“) und sein Bruder Widowuto als Szwaybrotto (apr. swais brote „sein Bruder“) verehrt worden.
Das ganze Geschichtswerk von Simon Grunau wird von der modernen Forschung als ein phantastischer pseudohistorischer Roman bezeichnet, der für die Forschung nur wenig Wert hat:

„Grunau, dessen Bildung nicht sehr groß war, ist für die Geschichtsforschung von sehr zweifelhaftem Wert; besonders bei der Darstellung der Vergangenheit nimmt er es mit der Wahrheit nicht genau, ist unzuverlässig und nachlässig.“

## Besonderes
In der Oper Der Heidenkönig (1933) von Siegfried Wagner kommt ein König Waidewut vor.